# Бигосовский сельсовет
Бигосовский сельсовет — административная единица на территории Верхнедвинского района Витебской области Белоруссии. Административный центр — агрогородок Бигосово.

## История
16 февраля 1943 года во время карательной операции Winterzauber гитлеровцы загубили 22 жителей деревни Немцы, деревню (11 дворов) сожгли. После войны деревня Немцы не возродилась.
В 2004 году деревни Ворзово, Кривосельцы, Липовки, Росица включены в состав Сарьянского сельсовета.
В 2011 году деревня Бигосово преобразована в агрогородок. 

## Состав
Бигосовский сельсовет включает 24 населённых пункта:
- Балины — деревня.
- Бигосово — агрогородок.
- Борейки — деревня.
- Григоровщина — деревня.
- Даньки — деревня.
- Жуково — деревня.
- Каменцы — деревня.
- Картенево — деревня.
- Ковалевщина — деревня.
- Морозы — деревня.
- Новики — деревня.
- Новое Село — деревня.
- Опытная — деревня.
- Павлюки — деревня.
- Спруги — деревня.
- Стаклы — деревня.
- Сумки — деревня.
- Сушки — деревня.
- Тинковцы — деревня.
- Цынгели — деревня.
- Чурилово — деревня.
- Шавелки — деревня.
- Шармухи — деревня.
- Юльяново — деревня.

Уничтоженные населённые пункты на территории района:
- Немцы — деревня